# Liste des tours à signaux des Pyrénées-Orientales
Cet article présente une liste de tours à signaux des Pyrénées-Orientales.
Ces tours ont été bâties au cours du Moyen Âge afin de constituer un réseau permettant de communiquer, la nuit par des feux, le jour par de la fumée, de tour en tour.
Elles ont été étudiées au XXe siècle par l'historienne Anny de Pous.

## Liste
| Tour                     | Commune                  | Région historique | Commentaire                                                                                     | Coordonnées                         | Image |
| ------------------------ | ------------------------ | ----------------- | ----------------------------------------------------------------------------------------------- | ----------------------------------- | ----- |
| Tours de Badabany,       | Villefranche-de-Conflent | Conflent          | Deux tours côte à côte.                                                                         | 42° 34′ 38″ N, 2° 21′ 50″ E environ |       |
| Tour de Batère           | Corsavy                  | Vallespir         |                                                                                                 | 42° 30′ 30″ N, 2° 34′ 36″ E         |       |
| Tour Nord de Cabrenç     | Lamanère/Serralongue     | Vallespir         | Classé MH (1994)                                                                                | 42° 21′ 56″ N, 2° 32′ 30″ E         |       |
| Tour de Cabrils          | Ayguatébia-Talau         | Conflent          |                                                                                                 |                                     |       |
| Tour de Cos              | Le Tech                  | Vallespir         | Élevée au XIIIe siècle                                                                          | 42° 25′ 20″ N, 2° 33′ 07″ E environ |       |
| Tour del Far             | Tautavel                 | Roussillon        | Inscrit MH (1986)                                                                               | 42° 48′ 19″ N, 2° 45′ 43″ E         |       |
| Tour de Goa              | Sahorre                  | Conflent          | Élevée au XIIIe siècle Inscrit MH (1982)                                                        | 42° 31′ 22″ N, 2° 22′ 38″ E         |       |
| Tour Madeloc             | Collioure                | Roussillon        | Élevée au XIIIe siècle                                                                          | 42° 29′ 26″ N, 3° 04′ 29″ E         |       |
| Tour de la Massane       | Argelès-sur-Mer          | Roussillon        | Élevée au XIIIe siècle                                                                          | 42° 29′ 53″ N, 3° 01′ 33″ E         |       |
| Tour des Maures          | Égat                     | Cerdagne          |                                                                                                 | 42° 30′ 02″ N, 2° 01′ 04″ E         |       |
| Tour de Mir              | Prats-de-Mollo-la-Preste | Vallespir         | Inscrit MH (2002)                                                                               | 42° 23′ 40″ N, 2° 26′ 51″ E         |       |
| Tour de Montner          | Montner                  | Roussillon        | Détruite au XIVe siècle pour la construction de la forteresse de Força Real                     | 42° 43′ 38″ N, 2° 42′ 01″ E         |       |
| Tour de Niobols          | Nyer                     | Conflent          | Ne pas confondre avec le château de Niobols qui s'élevait sur la rive d'en face, à Canaveilles. | 42° 31′ 56″ N, 2° 32′ 00″ E environ |       |
| Tour d'Ovança            | La Cabanasse             | Conflent          |                                                                                                 | 42° 30′ 21″ N, 2° 07′ 37″ E         |       |
| Tour de Prats-de-Sournia | Prats-de-Sournia         | Fenouillèdes      |                                                                                                 | 42° 44′ 41″ N, 2° 27′ 30″ E         |       |
| Tour de Querroig         | Cerbère                  | Roussillon        |                                                                                                 | 42° 26′ 18″ N, 3° 07′ 15″ E         |       |
| Fort Saint-Elme          | Collioure                | Roussillon        | Inscrit MH (1927)                                                                               | 42° 31′ 07″ N, 3° 05′ 38″ E         |       |
| Tour de Trémoine         | Rasiguères               | Fenouillèdes      |                                                                                                 | 42° 46′ 35″ N, 2° 36′ 24″ E         |       |
| Tour del Vacaro          | Llo                      | Cerdagne          |                                                                                                 | 42° 27′ 17″ N, 2° 03′ 59″ E         |       |

Château Roussillon Tour de Château Roussillon  Roussillon XIIIe

### Llum Tour
A l’occasion du passage de la Flamme olympique dans les Pyrénées-Orientales, la société catalane Llum montra son intérêts pour une illumination de tours à signaux et autres monuments du département. Après une première date annoncée pour le 15 mai puis pour le 7 mai, a été annulé après une plainte déposée par la Ligue de Protection des Oiseaux du département. La raison évoquée est la présence de certains monuments classés Monument historique ainsi que la perturbation de la faune locales,,,.
Les tours illuminées à l’occasion par des lumières allant jusqu’à 600 m sont les suivantes, :
- Tour des Maures
- Tour del Vacaro
- Tour de Creu
- Tour de Mir
- Tour de Prats-de-Sournia
- Tours de Cabrenç
- Tour de Batère
- Tour del Far
- Tour de Chateau-Roussillon
- Tour de la Massane
- Tour Madeloc